# José Babini
José Babini (Buenos Aires, Argentina, 10 de mayo de 1897-ib., 18 de mayo de 1984) fue un historiador de la ciencia, ingeniero y matemático. Punto de referencia cuando se habla de historia de la ciencia en la Argentina, tuvo el mérito de lograr que esta fuera considerada como una disciplina independiente en su país. Su actividad en diversas unidades y sociedades científicas contribuyó de manera decisiva al desarrollo de la matemática y la historia de la ciencia en Argentina.
Diego Fabián Hurtado:   

Puede decirse que a José Babini se le debe el nacimiento de la historia de la ciencia como disciplina autónoma en la Argentina. Aún hoy, los pocos profesionales dedicados a la materia reconocen en Babini al impulsor fundamental de este tipo de estudios y sus historias constituyen las obras más importantes acerca del desarrollo de la ciencia nacional, desde sus orígenes hasta mediados del siglo XX. Babini fue también un intelectual de renombre en el concierto de los pensadores nacionales del siglo XX. 

## Biografía
José Babini nació en Buenos Aires el 10 de mayo de 1897; era el único hijo de Aristide Babini y Teresa Cortesi, inmigrantes Italianos que llegaron a Argentina en 1890. Los Babini dependían para su modesta subsistencia de la fabricación de sombreros, cosa que hacían en su propia casa. Habiendo detectado en José aptitudes para la aritmética, su padre decidió enviarlo a la escuela secundaria para realizar estudios comerciales. Más adelante el joven Babini se vinculó a una firma de ingenieros constructores, quienes, sensibles a su talento, contribuyeron a costear sus estudios de ingeniería civil en la Universidad de Buenos Aires.
En 1918 Babini se inscribió en el Instituto Superior del Profesorado Joaquín V. González, institución moderna dedicada al entrenamiento de profesores de enseñanza secundaria fundada en 1904 y orientada fundamentalmente por científicos y humanistas alemanes. Recibió su diploma al año siguiente graduándose de Profesor de Matemática y Cosmografía. Ese mismo año contrajo enlace con Rosa Diner, estudiante de historia recién graduada.  En 1920, en la Facultad de Ciencias Exactas, Físicas y Matemáticas de la Universidad Nacional de Buenos Aires, concretó su formación como Ingeniero Civil,  aunque decididamente se dedicaría a las matemáticas como primera profesión y sería el pionero de los estudios de historia de la ciencia en Argentina del siglo XX.
En 1917 tuvo oportunidad de conocer a Julio Rey Pastor y es entonces que toma a su cargo la redacción y edición de las notas de las conferencias del eminente matemático español sobre la teoría de las funciones de variable compleja, a través del Centro de Estudiantes de Ingeniería de la Universidad de Buenos Aires.
A pesar de ser ya un ingeniero civil, prefirió dedicarse a la enseñanza de la matemática, desempeñándose por más de diez años como docente en la Facultad de Química Industrial y Agrícola (actualmente Facultad de Ingeniería Química) de la Universidad Nacional del Litoral, en Santa Fe, institución de la cual llegó a ser su decano. Su actividad matemática de profesor se dirigió a la adopción de nuevas perspectivas en la enseñanza, insistiendo en el empleo de métodos numéricos y gráficos, a tal punto que él mismo se constituyó en el mayor especialista argentino en el campo de la matemática numérica de su tiempo. 
También enseñó en la Facultad de Ciencias de la Educación, situada en Paraná, en el Colegio Nacional y la Escuela Industrial.
Junto con Rey Pastor funda en 1936 la Unión Matemática Argentina (UMA) y empieza la edición de su revista, que lo era también de la Asociación Física Argentina (AFA). En 1968 la UMA lo convirtió en su primer miembro honorario.
En 1938, convocado por la Universidad del Litoral y perseguido por la policía italiana (debido a las leyes racistas promulgadas por Mussolini y a su activismo homosexual), llega el historiador de ciencia italiano Aldo Mieli, creador en Italia de la Academia Internacional de Historia de la Ciencia y militante pionero del movimiento de liberación homosexual. Babini y Mieli se unieron entonces para crear en ese año, por intermedio de Rey Pastor, el Instituto de Historia y Filosofía de la Ciencia de la Universidad del Litoral (que funcionó hasta julio de 1943 cuando fue intervenida la universidad) y editar una versión argentina de la revista europea Archeion (Archives Internationales d´Histoire des Sciences). De esta manera lograron que la historia de la ciencia en la Argentina dejase de ser una sumatoria de historias de las disciplinas o de biografías de los científicos destacados para convertirse en una disciplina autónoma y productiva.
Entre 1942 y 1943 dictó en el país el primer curso  de metodología e historia de la ciencia en la Facultad de Ingeniería Química.
En 1949 publicó el primer libro sobre historia de la ciencia en la Argentina: Historia de la ciencia Argentina. Este sería el primero de una lista de más de 50 libros, entre ellos la terminación de la extensa y detallada Historia de la Ciencia comenzada por Aldo Mieli, El saber en la historia (1971), El siglo de las luces: ciencia y tecnología (1971) y su Historia de la medicina (1980); y de decenas de artículos sobre temas de historia y del pensamiento científico en la Argentina. Los  trabajos de Babini en conjunto con Julio Rey Pastor y su amigo Aldo Mieli originaron un interés editorial por los trabajos históricos acerca de la ciencia, publicándose un importante número de obras sobre esa materia. Babini además publicó varios trabajos en la revista Physis recordando y valorizando los aportes de Aldo Mieli, fallecido en 1950.
En 1955 Babini volvió a Buenos Aires y fue nombrado decano interventor de la facultad de Ciencias Exactas y Naturales de la Universidad Nacional de Buenos Aires. En 1957 fue nombrado organizador y rector interino de la Universidad Nacional del Nordeste y en 1958 director de Cultura del gobierno del presidente Arturo Frondizi. En este último año formó parte del Consejo Nacional de Investigaciones Científicas y Técnicas (CONICET) y se convirtió en el primer presidente del directorio de la Editorial Universitaria de Buenos Aires (EUDEBA). 
A esta altura ya había alcanzado reconocimiento internacional y en 1980 obtiene el Gran Premio de Honor de la Sociedad Argentina de Escritores (SADE). 
Terminó sus días presidiendo el Grupo Argentino de Historia de la Ciencia, hasta su muerte a los 87 años.